# ارل یانگ
ارل یانگ (انگلیسی: Earl Young؛ زادهٔ ۱۴ فوریهٔ ۱۹۴۱) دونده اهل ایالات متحده آمریکا است.
وی در مسابقات کشوری و بین‌المللی در مجموع برندهٔ ۳ مدال طلا شده‌است.